# Liste der Baudenkmale in Broderstorf
In der Liste der Baudenkmale in Broderstorf sind alle Baudenkmale der Gemeinde Broderstorf (Landkreis Rostock) und ihrer Ortsteile aufgelistet (Stand 10. Februar 2021).

## Legende
In den Spalten befinden sich folgende Informationen:
- ID-Nr: Die Nummer wird von den Denkmalämtern der Landkreise vergeben. Wenn sie nicht bekannt ist, bleibt die Spalte leer. In dieser Spalte kann sich zusätzlich das Wort Wikidata befinden, der entsprechende Link führt zu Angaben zu diesem Denkmal bei Wikidata.
- Lage: die Adresse des Denkmales und die geographischen Koordinaten.
Link zu einem Kartenansichtstool, um Koordinaten zu setzen. In der Kartenansicht sind Denkmale ohne Koordinaten mit einem roten bzw. orangen Marker dargestellt und können in der Karte gesetzt werden. Denkmale ohne Bild sind mit einem blauen bzw. roten Marker gekennzeichnet, Denkmale mit Bild mit einem grünen bzw. orangen Marker.
- Bezeichnung: Bezeichnung, so wie sie in den offiziellen Listen der Denkmalämter steht. Ein Link hinter der Bezeichnung führt zum Wikipedia-Artikel über das Denkmal. Wenn die Bezeichnung der Denkmalämter inhaltlich fehlerhaft ist, ist in der Spalte „Beschreibung“ darauf hinzuweisen.
- Beschreibung: Beschreibung des Denkmales
- Bild: ein Bild des Denkmales und gegebenenfalls einen Link zu weiteren Fotos des Denkmals im Medienarchiv Wikimedia Commons

## Denkmalbereich
| ID | Lage    | Bezeichnung         | Beschreibung | Bild           |
| -- | ------- | ------------------- | --- | -------------- |
|    | (Karte) | Gutshof Teschendorf | Der Bereich „Gutshof Teschendorf“ wurde als Denkmalbereich nach § 5(3) des Denkmalschutzgesetzes Mecklenburg-Vorpommerns ausgewiesen. | Weitere Bilder |

## Denkmale in den Ortsteilen

### Broderstorf
| ID  | Lage                         | Bezeichnung     | Beschreibung | Bild           |
| --- | ---------------------------- | --------------- | ------------ | -------------- |
| 170 | Rostocker Chaussee 1 (Karte) | Wohnhaus        |              | Wohnhaus       |
| 171 | Rostocker Chaussee 2 (Karte) | Bahnhofsgebäude |              | Weitere Bilder |

### Neu Roggentin
| ID  | Lage                        | Bezeichnung   | Beschreibung | Bild          |
| --- | --------------------------- | ------------- | ------------ | ------------- |
| 549 | Rostocker Straße 7 (Karte)  | Elektro-Mühle |              | Elektro-Mühle |
| 550 | Rostocker Straße 21 (Karte) | Wohnhaus      |              | Wohnhaus      |

### Öftenhäven
| ID  | Lage           | Bezeichnung | Beschreibung | Bild     |
| --- | -------------- | ----------- | --- | -------- |
| 559 | Haus 2 (Karte) | Gutshaus    | 1-gesch. sanierter Putzbau vom 19. Jh. (Umbau 1918) mit einem 2-geschossigen barockisierenden Mittelrisalit, Mansarddach und zwei Ecktürmchen, einer mit einer geschweiften Haube. | Gutshaus |

### Pastow
| ID  | Lage                        | Bezeichnung            | Beschreibung | Bild           |
| --- | --------------------------- | ---------------------- | ------------ | -------------- |
| 574 | Alte Schulstraße 38 (Karte) | Hallenhaus und Scheune |              | Weitere Bilder |

### Teschendorf
| ID  | Lage                       | Bezeichnung | Beschreibung | Bild           |
| --- | -------------------------- | --- | --- | -------------- |
| 705 | Zum Bahnhof 31 (Karte)     | Bahnhof | Die Eisenbahn von Rostock nach Tribsees mit Abzweig nach Tessin und der Bahnhof Teschendorf wurden 1895 eröffnet. Die Station liegt fast zwei Kilometer nördlich des Ortes Teschendorf. Mitte der 1990er Jahre wurde sie geschlossen. Das Empfangsgebäude des Bahnhofs wird als Wohnhaus genutzt. | Bahnhof        |
| 706 | Am Storchensee 5-8 (Karte) | Gutsanlage mit Gutshaus, Fachwerk-Wohnhaus, Stallspeicher 1886, Stallspeicher 1900, Stall 1940 (ehem. Schmiede) | Gutshaus: 1-gesch., 11-achsiger Putzbau von um 1830 mit einem 2-gesch. Mittelrisalit und Krüppelwalmdach; seit 1997 im Privatbesitz saniertes Wohnhaus. | Weitere Bilder |

## Quelle
Denkmalliste des Landkreises Rostock A ‐ Z (Stand: 10. Februar 2021; PDF, 497 KB)
- Karte mit allen Koordinaten:
- OSM |
- WikiMap